# Sosibia passalus
Sosibia passalus är en insektsart som först beskrevs av John Obadiah Westwood 1859.  Sosibia passalus ingår i släktet Sosibia och familjen Diapheromeridae. Inga underarter finns listade i Catalogue of Life.